# Crooner (álbum)
Crooner é o vigésimo-segundo álbum de estúdio do cantor e compositor Milton Nascimento lançado em 1999 pela gravadora WEA Music. O disco foi feito durante a turnê "Tambores de Minas", baseado no repertório que Milton utilizava em shows que tinha com o grupo Luar de Prata, ainda nos tempos de adolescente em Três Pontas além de passagens por grupos de jazz como W's Boys: nestes dois conjuntos junto de Wagner Tiso, um dos seus maiores parceiros musicais. O álbum apresenta também um pouco de músicas inéditas, como "Certas Coisas" de Lulu Santos e "Resposta" do grupo Skank. Com a produção de Guto Graça Mello e arranjos concebidos por Wagner Tiso, o disco obteve grande repercussão da parte do público tendo a faixa "Certas Coisas" na trilha sonora nacional da novela Vila Madalena e "Resposta" na trilha sonora da novela Andando nas Nuvens durante o seu lançamento. Em 2000 foram acrescentadas faixas inéditas, como "Killing me Softly" um dos grandes sucessos de Roberta Flack que esteve na trilha da novela Uga Uga e nesse mesmo ano foi vencedor da categoria Melhor Álbum Pop Contemporâneo no Latin Grammy.

## Faixas
| N.º | Título                                                               | Compositor(es) | Duração |  |
| 1.  | "Aqueles olhos verdes (Aquellos ojos verdes)"                        | Nilo Menéndez e Adolfo Utrera, versão em português de João de Barro                                                               | 3:22    |  |
| 2.  | "Certas coisas"                                                      | Lulu Santos e Nelson Motta | 4:21    |  |
| 3.  | "Only you"                                                           | Buck Ram e Ande Rand | 3:43    |  |
| 4.  | "Mas que nada"                                                       | Jorge Ben Jor | 4:33    |  |
| 5.  | "Frenesí"                                                            | Alberto Domínguez | 3:00    |  |
| 6.  | "Não sei dançar"                                                     | Alvin L | 4:07    |  |
| 7.  | "Resposta"                                                           | Samuel Rosa e Nando Reis | 3:22    |  |
| 8.  | "Beat it"                                                            | Michael Jackson | 3:15    |  |
| 9.  | "Se alguém telefonar"                                                | Jair Amorim e Alcyr Pires Vermelho                                                                                                | 3:15    |  |
| 10. | "Rosa Maria"                                                         | Anibal Silva e Eden Silva | 4:55    |  |
| 11. | "Castigo"                                                            | Dolores Duran | 4:00    |  |
| 12. | "O-o-h child"                                                        | Stan Vincent | 3:46    |  |
| 13. | "Lágrima flor"                                                       | Billy Blanco | 3:24    |  |
| 14. | "Barulho de trem"                                                    | Milton Nascimento | 3:11    |  |
| 15. | "Lamento no morro"                                                   | Antonio Carlos Jobim e Vinicius de Moraes                                                                                         | 4:03    |  |
| 16. | "Pot-pourri: O gato da madame/Edmundo (In the mood)/Cumanã (Cumana)" | Armando Nunes, Carim Mussi, Joe Garland, Wingy Manone, Andy Razaf, Aloysio de Oliveira, Barclay Allen, Harold Spina e Roc Hillman | 3:08    |  |
| 17. | "Killing me softly"                                                  | Charles Fox, Norman Gimbel | 5:01    |  |

## Ficha Técnica[5]
- Produzido por Guto Graça Mello
- Concepção Musical: Milton Nascimento
- Arranjos, Orquestração e Direção Musical: Wagner Tiso
- Produção Executiva: Marilene Gondim
- Direção Artística: Tom Capone e Milton Nascimento
- Gravado e Mixado no Blue Studios (Rio de Janeiro)
- Técnico de Gravação: Sérgio Ricardo
- Técnicos de Mixagem: Luís Paulo Serafim e Sérgio Ricardo
- Coordenação de Produção e arregimentação: Celso Lessa
- Assistente do Sr. Milton Nascimento: Baster
- Assistente de Produção: Marinella Galvão
- Assistentes de Gravação: André Rattones, Alexandre Maurell e Billy
- Assistente de Mixagem: André Rattones
- Capa: Rico Lins
- Fotos: Cafi
- Designer Assistente: Sônia Barreto
- Coordenação Gráfica: Cristina Portella e Sílvia Panella